# Ernesto Pascal
Pour les articles homonymes, voir Pascal.
Ernesto Pascal (Naples, 7 février 1865 – Naples, 25 janvier 1940) est  un mathématicien italien.

## Biographie
Pascal est né à Naples dans une famille d'origine française lointaine. Pascal est diplômé de l'université de Naples en 1887 et dans les deux années suivantes, il a suivi des cours de maîtrise à Pise et Göttingen. Ce dernier cours était particulièrement important pour sa carrière ultérieure, comme il l'a fait remarquer à Felix Klein. De retour en Italie, il obtient une chaire de calcul infinitésimal à l'université de Pavie. En 1907, il retourne à Naples pour y rester définitivement, enseignant à l'université de Naples. De 1910 à 1939, il dirige la revue Giornale di Matematiche (it) fondée par Giuseppe Battaglini (it).
Pascal était un ardent critique des « Us et coutumes dans les universités italiennes » (Costumi e usanze nelle Università italiane). Ces critiques débouchent sur des initiatives concrètes lorsqu'il devient doyen de la Faculté des sciences de Naples. Il fonde entre autres le séminaire de mathématiques et dote chaque chaire de son propre laboratoire. L'un de ces laboratoires, le Cabinet de calcul différentiel, a été transformé en Institut des applications du calcul différentiel (it). 
Ernesto Pascal a grandement développé la théorie des intégraphes, inventée par Bruno Abakanowicz en étudiant leur utilisation dans la solution graphique-numérique d'équations différentielles et a conçu des outils spécifiques pour cette utilisation. Beaucoup des intégraphes qu'il a conçus ont été réalisés par Roberto Marcolongo. Il a été le directeur de thèse de Renato Caccioppoli, même si ce dernier est devenu très critique à son égard.
Malgré son caractère autoritaire, il était farouchement hostile au fascisme. Les deux fils, Alberto (it) et Mario (it), ont suivi les traces de leur père en se consacrant à l'étude et à l'activité académique, leur frère Carlo était un important latiniste.

## Hommages et distinctions
Il a été membre de l'Académie des Lyncéens, bien que sans jamais obtenir le prix royal offert par l'Académie, de l'Académie des sciences et des lettres de l'institut lombard et de l'Académie italienne des sciences. Cette dernière lui a décerné le Prix mathématique de l'Académie italienne des sciences à deux reprises (en 1904 et en 1914).
Il est conférencier invité au Congrès international des mathématiciens en 1908 à Rome.
Le lycée de Pompei porte son nom.

## Travaux
La production scientifique d'Ernesto Pascal est très importante et comprend plus de 250 ouvrages. Parmi les plus significatifs on peut citer :
- Esercizi e note critiche di calcolo infinitesimale (1895) [9]
- I determinanti. Teoria ed applicazioni (1897)[10]
- Lezioni di Calcolo infinitesimale Parte I: calcolo differenziale (1902) [11]
- Lezioni di calcolo infinitesimale Parte II: calcolo integrale (1895) [12]
- Lezioni di calcolo infinitesimale Parte III: calcolo delle variazioni e calcolo delle differenze finite (1897) [13]
- I gruppi continui di trasformazioni (1903) [14]
- Teoria delle funzioni ellittiche (1896) [15]
- I miei integrafi per equazioni differenziali, Atti della R. Acc. delle Scienze Fisiche e Mat. di Napoli, 1913 - 1914[6].